# 松平勝義
松平 勝義（まつだいら かつよし）は、江戸時代前期の大身旗本。官位は従五位下・因幡守、豊前守。
1635年、8000石の知行地を下総国に移され、香取郡多古を居所とする交代寄合となった。以後松平家は廃藩置県まで10代236年にわたって多古を治め、3代目の時に大名に列する（多古藩）。

## 生涯
慶長7年（1602年）、松平勝政の長男として、伏見で生まれる。
寛永9年（1632年）12月6日に従五位下・因幡守に叙任される。寛永12年（1635年）、駿府城代を務めていた父の死去により、11月9日に家督と8000石の知行地を継承。この際、知行地8000石は上総国武射郡・下総国香取郡に移され、旗本寄合席に列して香取郡多古（現在の千葉県香取郡多古町）を居所とした。寛永14年（1637年）に初めて知行地に赴く暇を得ており、以後例となった（交代寄合）。
承応2年（1653年）9月27日、大番頭に任命される。寛文5年（1665年）1月2日、大坂城の守衛を担当していた際、落雷があり天守が炎上した。その最中、勝義は水野正盛と共に危険を顧みず天守に登り、扇の馬印と下知状を持ち出した。このことが将軍にも伝わり、目付の稲生正倫を通じて賞詞が伝えられた。
寛文10年（1670年）11月17日、守衛中に死去した。没年69歳。長男は父に先立っており、家督は次男・勝忠が継いだ。

## 系譜
特記事項のない限り、『寛政重修諸家譜』による。子の続柄の後に記した ( ) 内の数字は、『寛政譜』の記載順。
- 父：松平勝政
- 母：不詳
- 正室：安藤重能娘
  - 長男(1)：松平勝則
  - 次男(2)：松平勝忠（1623-1680）
- 生母不明の子女
  - 女子(4) - 神尾元清の妻。
  - 三男(5)：土屋知義 - 土屋知貞の養子。
  - 女子(6) - 岡部忠豊の妻
  - 四男(7)：松平勝光 - 幕府に出仕し別家を立てる。子孫に寿美花代がいる。
  - 五男(8)：松平勝直 - 幕府に出仕し別家を立てるが無嗣断絶。
  - 女子(9) - 木下重定の妻。
  - 六男(10)：松平勝郷 - 幕府に出仕し別家を立てる。
  - 女子(11) - 篠山資門の妻[5]。子孫に窪田清音（玄孫）、黒野義文、森電三がいる[6]。
  - 女子(12) - 粟津元隅（東本願寺家司）の妻
  - 七男(13)：松平勝秀 - 幕府に出仕し別家を立てる。孫の勝尹が勝房（勝以の子）の養子となり本家を継ぐ。
  - 八男(14)：木村清真 - 木村清治の養子
  - 九男(15)：松平勝以（1661-1728） - 兄・勝忠の養子となる。
- 養子女
  - 女子(3) - 実の孫（勝則の娘）。川口平宗に嫁す。